# 老谷精草
老谷精草（学名：Eriocaulon senile）为谷精草科谷精草属下的一个种。

## 扩展阅读
- 維基物種上的相關：老谷精草